# Крафт Гогенлоэ-Лангенбургский
Крафт Гогенлоэ-Лангенбургский  (нем. Kraft zu Hohenlohe-Langenburg), полное имя — Крафт Александр Эрнст Людвиг Эмих Гогенлоэ-Лангенбургский  (нем. Kraft Alexander Ernst Ludwig Georg Emich zu Hohenlohe-Langenburg) (25 июня 1935, Швебиш-Халль — 16 марта 2004, Швебиш-Халль) — немецкий аристократ, титулярный 9-й князь цу Гогенлоэ-Лангенбург (1960—2004). Старший сын предыдущего князя Готтфрида Гогенлоэ-Лангенбурга (1897—1960) и принцессы Маргариты Греческой и Датской (1905—1981). Президент Международной федерации классических автомобилей в 1983—1996 годах.

## Биография
Крафт родился 25 июня 1935 года в городе Швебиш-Халль во времени нацистской Германии. Старший сын принца Готтфрида цу Гогенлоэ-Лангенбурга и его жены, принцессы Маргариты Греческой и Датской. Впоследствии семья пополнилась тремя младшими сыновьями и дочерью. Они жили в замке Лангенбург, лето иногда проводили в замке Вайкерсхайм. Главой семьи тогда был Эрнст II Гогенлоэ-Лангенбургский (1863—1950), дед Крафта.
Отец вскоре вступил в ряды НСДАП, как и большая часть семьи, но впоследствии разочаровался в политике фюрера. Во время Второй мировой войны Готтфрид воевал на Восточном фронте. В 1950 году после смерти Эрнста II Готтфрид стал титулярным князем Гогенлоэ-Лангенбурга.
11 мая 1960 года после смерти своего отца Готтфрида Крафт стал 9-м титулярным князем цу Гогенлоэ-Лангенбург и главой дома Гогенлоэ-Лангенбург. Перед этим Крафт получил образование в области лесоводства и банковского дела.
В ночь с 23 на 24 января 1963 года в замке Лангенбург произошел сильный пожар, который разрушил восточное крыло, часть северного крыла, башню с часами. Пожарная команда из Лангенбурга мало что могла сделать, пришлось ждать помощи из Штутгарта. Были уничтожены личные вещи Крафат и его матери Маргариты. Стоимость ремонта составила 5 миллионов марок. Крафт Гогенлоэ-Лангенбургский смог получить эти средства, продав другой замок Вайкерсхайм. 24 мая 1965 года королева Великобритании Елизавета II со своим супругом, принцем Филиппом, герцогом Эдинбургским, посетили Крафта в Лангенбурге с частным визитом в рамках государственного турне по Германии.
50-летний юбилей князя посетили, кроме принца Филиппа и принцессы Анны, королева Испании София, король Греции Константин II с супругой Анной-Марией, и многочисленные гости.
20 марта 1970 году Крафт Гогенлоэ-Лангенбург открыл у замка Лангенбург музей автомобилей. В связи с большим количеством посетителей за два года выставочный зал пришлось расширить и добавить экспонатов.
68-летний князь Крафт цу Гогенлоэ-Лангенбург скончался 16 марта 2004 года в Швебиш-Халле от последствий тяжелой болезни. Он был похоронен на семейном кладбище в Лангенбурге. Его титул унаследовал его старший сын, Филипп, 10-й князь Гогенлоэ-Лангенбургский.

## Браки и дети
Перед своим 30-летием князь Крафт цу Гогенлоэ-Лангенбург женился на 26-летний принцессе Шарлотте фон Крой (род. 31 декабря 1938, Лондон), дочери принца Александра фон Крой (1912—2002) и его жены Анны, дочери бригадного генерала Уильям Кэмпбелла Макларена (1864—1924). Свадьба состоялась 5 июня 1965 года в Лангенбурге. Венчание произошло в замке Цвингенберг. Крафт подарил Шарлотте рубиновое кольцо своей матери, которое уцелело во время пожара. У супругов родилось трое детей:
- Принцесса Сесилия Гогенлоэ-Лангенбургская (род. 10 декабря 1967), 6 июня 1998 года вышла замуж за графа Сирила Амадео де Коммарка (внук принцессы Мари Клотильды Бонапарт[англ.]). В 2008 году супруги развелись. 5 августа 2015 года она во второй раз вышла замуж за Аджоя Мани. От двух браков детей не имеет
- Принц Филипп Гогенлоэ-Лангенбургский (род. 20 января 1970) — 10-й князь Гогенлоэ-Лангенбургский от 2004 года. Женат с 6 сентября 2003 года на Саскии Лите Биндер (род. 1973), от брака с которой у него трое детей:
  - Макс Леопольд Эрнст Крафт Петер, наследный принц Гогенлоэ-Лангенбургский (род. 22 марта 2005)
  - Принц Густав Филипп Фридрих Александр Гогенлоэ-Лангенбургский (род. 28 января 2007)
  - Принцесса Марита Саския Фриделинда Шарлотта Гогенлоэ-Лангенбургская (род. 23 ноября 2010)
- Принцесса Ксения Гогенлоэ-Лангенбургская (род. 8 июля 1972), с 13 августа 2005 года замужем за Максом Зольтманом, двое детей:
  - Фердинанд Габриэль Крафт Зольтманн (род. 5 ноября 2005)
  - Луиза Мария Шарлотта Зольтманн (род. 6 апреля 2008).

26 мая 1990 года Крафт и Шарлотта развелись в Крайльсхайме. Через два года Крафт вторично женился на австрийке Ирме Поспеш (род. 1946), которая работала переводчицей. Свадьба состоялась 22 мая 1992 года в Граце. Жениху было 56 лет, а невесте — 45. Детей у пары не было.

## Титулы и стили
- 25 июня 1935 — 11 мая 1960 — Его Светлость Принц Крафт Гогенлоэ-Лангенбургский
- 11 мая 1960 — 16 марта 2004 — Его Светлость Князь Гогенлоэ-Лангенбургский.